# Schulzer István
Schulzer István (németül: Stephan Schulzer von Müggenburg; Viduševac (Zágráb vármegye),  1802. augusztus 19. – Vinkovce (Szerém vármegye), 1892. február 5.) osztrák katonatiszt, gombakutató, a magyar mikológia nagy alakja. Botanikai szakmunkákban nevének rövidítése: „Schulzer”.

## Élete
Osztrák katonacsaládba született, de korán elárvult, majd maga is az Osztrák Császárság katonája lett. Az olmützi katonai kisiskolában tanult, később – 1821-ben – részt vett a novarai csatában is. Az 1830-as években Nagyváradon szolgált, amikor érdeklődése a gombák felé fordult. Autodidaktaként képezte magát, s vált mikológussá. Egy tűzeset oltása közben karjai megsérültek, emiatt századosként nyugdíjazták, majd Mohácson telepedett le. Ettől kezdve Tolna és Baranya vármegye gombavilágának leírásán dolgozott. Az ábrákat saját maga készítette leírásai monografikus szintűek voltak. Kéziratát, mely a Magyarország gombái címet viselte, 1845-ben mutatta be az orvosok és természetvizsgálók pécsi vándorgyűlésén.  Munkája sikert aratott, ettől kezdve sorra jelentek meg kisebb tudományos közleményei.
Az 1848–49-es forradalom és szabadságharc idején reaktiválták, 1852-es végleges nyugdíjazásáig különböző katonai iskolák vezetésével bízták meg. Emiatt költözött Viduševacba, ami akkor Zágráb vármegye, ma Sziszek-Monoszló megye része volt. Ekkor Dalmácia gombáinak feltérképezésébe kezdett. 1869-ben a Magyar Tudományos Akadémia kiadási céllal megvásárolta tőle Schwämme und Pilzen aus Ungarn und Slawonien című munkáját, ami azonban számos szerencsétlen fordulat után is kéziratban maradt, noha az akadémia Természettudományi Bizottsága irodalmi tünemény-nek nevezte a művet. Nem sokkal később tudományos vitába keveredett két nagy természettudóssal: Kalchbrenner Károllyal és Hazslinszky Frigyessel, emiatt megszakította a kapcsolatot az akadémiával is. Később alkotásának töredékét "Iaones selectae Hymonomycetum Hungáriae etc..." címmel 1873-77 között tudományos ellenfele, maga Kalchbrenner szerkesztette és adatta ki.
Több európai természettudóssal is kapcsolatban állt, köztük Spiridion Brusina, Lucien Quélet, Ljudevit Vukotinović is levelezőpartnerei voltak. Több gombafajt is újként írt le, így például az apró csiperkét is. A Délszláv tudományos és művészeti akadémia tiszteleti tagja volt.

## Művei
- Schwämme und Pilzen aus Ungarn und Slawonien (Bp., MTA) és Pilze aus Slawonien (Zágráb) c. munkája kéziratban
- Systematische Aufzählung der Schwämme Ungarns, Slavoniens und des Banates, welche diese Länder mit anderen gemein haben., Verhandlungen k.k. Zoolog.-Botan. Ges. Wien, 7, 1857
- mit Ágost Kanitz und József Armin Knapp: Die bisher bekannten Pflanzen Slavoniens, Verhandlungen k.k. Zoolog.-Botan. Ges. Wien, 16, 1866
- Mykologische Beiträge. K.K. Zoologisch-botanische Gesellschaft, Wien, 1870
- Mykologische Beobachtungen aus Nord-Ungarn im Herbste 1869. K.K. Zoologisch-botanische Gesellschaft, Wien, 1870
- Magyarország hártyagombáinak válogatott képei (Kiadta és kiegészítette Kalchbrenner Károly, Bp., 1873–77)